# Кондратьева, Марина Викторовна
Мари́на Ви́кторовна Кондра́тьева (1 февраля 1934, Ленинград, РСФСР, СССР  — 8 июля 2024, Москва, Россия) — советская и российская артистка балета и педагог, прима-балерина Большого театра. Народная артистка СССР (1976).

## Биография
Родилась 1 февраля 1934 года в Ленинграде. Отец — Виктор Николаевич Кондратьев (1902—1979), лауреат Сталинской премии I степени (1946), действительный член АН СССР, доктор физико-математических наук и мать — Елена Ивановна Кондратьева (1905—1991). Её родители работали в Ленинградском политехническом институте им. М. И. Калинина (ЛПИ; ныне Санкт-Петербургский политехнический университет Петра Великого).
В Московское хореографическое училище была рекомендована А. Я. Вагановой. Окончила училище в 1952 году по классу педагога Г. П. Петровой, после выпуска была принята в балетную труппу Большого театра.
В театре занималась у Марины Тимофеевны Семёновой. Составляла дуэт с танцовщиком М. Лиепой, также в разные годы партнёрами выступали Н. Фадеечев, М. Лавровский, Ю. Владимиров, Б. Хохлов, В. Тихонов, Я. Сех и другие.
В 1980 году окончила Государственный институт театрального искусства имени А. В. Луначарского.
Педагогическую деятельность начала в Государственном концертном ансамбле СССР «Московский классический балет» (ныне Театр классического балета Н. Касаткиной и В. Василёва. В 1980—1987 годах преподавала в ГИТИСе, с 1986 — доцент; с 1987 года, одновременно с работой в Большом театре, вела занятия в Институте танца в Москве, в 1990—2000 годах преподавала классический танец в Московской академии хореографии (с 1999 — профессор).
Репетировала с балеринами «Театра классического балета» М. Перкун-Бебезичи и В. Тимашовой, также работала с артистами труппы «Большой театр — студия Юрия Григоровича», в том числе с Е. Князьковой.
С 1988 года выступала в качестве балетмейстера-постановщика, поставив в Большом театре Гран-па из балета «Пахита» в хореографии Мариуса Петипа и «Па-де-катр» в хореографии А. Долина.
В Большом театре вела женский класс и занималась репетиторской работой. В разные годы под её руководством занимались и репетировали такие артистки, как Л. Семеняка (вместе они  подготовили «Шопениану»), Н. Грачёва, А. Антоничева, Е. Шипулина, Н. Капцова, Н. Осипова, О. Смирнова, Ч. Ализаде и многие другие артистки балета. Среди последних её учениц — Ю. Степанова, А. Туразашвили, Н. Кобахидзе, Джу Юн Бэ, Н. Бирюкова.
В 2013 году стала членом Художественного совета балетной труппы Большого театра.
Скончалась 8 июля 2024 года в Москве на 91-м году жизни. Прощание с балериной прошло 11 июля в Большом театре, похоронили на Троекуровском кладбище Москвы.

## Награды и звания
- 1955 — I премия Всемирного фестиваля молодежи и студентов в Варшаве
- 1961 — Заслуженная артистка РСФСР
- 1965 — Народная артистка РСФСР
- 1976 — Народная артистка СССР (25 мая 1976 года) — за большие  заслуги  в  развитии  советского  музыкального  и  хореографического  искусства  и  в  связи  с  200-летием  Государственного  академического  Большого  театра  СССР[8]
- 1959 — Орден «Знак Почёта»
- 2001 — Орден Почёта[9]
- 2003 — Благодарность Министра культуры Российской Федерации (28 марта 2003 года) — за большой личный вклад в развитие отечественного хореографического искусства[10]
- 2003 — Приз «Душа танца» журнала «Балет» в номинации «Учитель»
- 2022 — специальная премия «Золотая Маска» «За выдающийся вклад в развитие театрального искусства»[11]

## Творчество

### Отзывы
Если бы Терпсихора существовала в действительности, воплощением её была бы Марина Кондратьева. Не знаешь и не можешь уловить, когда она опускается на землю. То видишь только одни её глаза, то лёгкие изящные ноги, то только одни выразительные руки. Все вместе они рассказывают убедительным языком чудесные истории. Но вот еле заметный поворот плеча — и её нет… и кажется, что её вообще не было. Она, как раннее розовое облачко, то появляется, то тает на глазах.— Касьян Голейзовский

Чистота и лёгкость были присущи не только её танцу, но и её душе. Конечно, это была настоящая Муза — в тот момент и моя, и Леонида Михайловича Лавровского.— Ярослав Сех

Высочайший профессионализм Кондратьевой восхищает не только в её сольных выступлениях, но и в дуэтах, и в ансамблях с другими солистками. Быть надёжным партнёром — тоже искусство. И как достигнуть его — для многих остаётся секретом.— Марис Лиепа

Её танец вызывал у меня ассоциации с японской живописью, тончайшими и такими выразительными штрихами, с прозрачными мазками акварельных красок.— Людмила Семеняка

### Репертуар
Указаны основные партии в Большом театре
- 1951 — Маша, «Щелкунчик» П. Чайковского, хореография В. Вайнонена
- 1954 — Золушка, «Золушка» С. Прокофьева, хореография Р. Захарова
- 1954 — Мария, «Бахчисарайский фонтан» Б. Асафьева, хореография Р. Захарова
- 1955 — Сюимбике, «Шурале» Ф. Яруллина, хореография Л. Якобсона
- 1955 — Принцесса Аврора, «Спящая красавица» П. Чайковского, хореография М. Петипа в редакции А. Мессерера и М. Габовича
- 1957 — Гаянэ, «Гаянэ» А. Хачатуряна, хореография В. Вайнонена, режиссёр Э. Каплан
- 1959 — Повелительница дриад, «Дон Кихот» Л. Минкуса, хореография М. Петипа в редакции А. Горского
- 1959 — Джульетта, «Ромео и Джульетта» С. Прокофьева, хореография Л. Лавровского
- 1959 — Катерина**, «Каменный цветок» С. Прокофьева, хореография Ю. Григоровича,
- 1960 — Водяница*, «Конёк-Горбунок» Р. Щедрина, хореография А. Радунского
- 1960 — Муза*, «Паганини» на музыку С. Рахманинова, хореография Л. Лавровского
- 1961 — Жизель, «Жизель» А. Адана, хореография Ж. Коралли, Ж.-Ж. Перро, М. Петипа в редакции Л. Лавровского
- 1961 — Хозяйка Медной горы, «Каменный цветок» С. С. Прокофьева, хореография Л. Лавровского
- 1961 — Диана Мирель, «Пламя Парижа» Б. Асафьева, хореография В. Вайнонена
- 1962 — Фригия, «Спартак» А. Хачатуряна, хореография Л. Якобсона
- 1965 — Одетта и Одиллия, «Лебединое озеро» П. Чайковского, хореография М. Петипа, Л. Иванова, А. Горского, постановка А. Мессерера
- 1965 — Ширин, «Легенда о любви» А. Меликова, хореография Ю. Григоровича
- 1967 — Девушка, «Видение Розы» на музыку К. М. фон Вебера, хореография М. Фокина
- 1969 — Фригия, «Спартак» А. Хачатуряна, хореография Ю. Григоровича
- Вакханка, «Вальпургиева ночь», картина из оперы Ш. Ф. Гуно «Фауст», хореография Л. Лавровского
- 1972 — Анна Каренина, «Анна Каренина» Р. Щедрина, хореография М. Плисецкой, Н. Рыженко и В. Смирнова-Голованова
- Принцесса Аврора, «Спящая красавица» П. Чайковского, хореография М. Петипа в редакции Ю. Григоровича
- 1977 — Эола, «Икар» С. Слонимского, хореография В. Васильева
- 1977 — Магнолия**, «Чиполлино» К. Хачатуряна, хореография Г. Майорова
- 1978 — Солистка, «Эти чарующие звуки» на музыку симфонии № 40 В. А. Моцарта, хореография В. Васильева
- Сильфида, «Шопениана» на музыку Ф. Шопена, хореография М. Фокина, возобновление Е. Гейденрейх

(*) — первая исполнительница в Большом театре
(**) — первая исполнительница партии в Большом театре

### Постановочная работа
Перенесла на сцены зарубежных театров классические спектакли:
- «Спящая красавица» (хореография М. Петипа) — Королевский балет Новой Зеландии
- «Баядерка», «Дон Кихот» Л. Минкуса (хореография А. Горского), «Золушка» С. Прокофьева (хореография Р. Захарова), «Жизель» А. Адана (хореография Ж. Коралли, Ж. Перро, М. Петипа), «Пахита» — Корейский национальный балет, Сеул
- «Корсар» А. Адана (хореография М. Петипа в редакции П. Гусева) — Центральный балет Китая
- Вечер хореографии Мариуса Петипа — балетная труппа Оперы Ниццы, Франция

## Фильмография
- 1969 — фильм-балет «Легенда о любви», хореография Ю. Григоровича — Ширин
- 1974 — фильм-балет «Паганини», хореография Л. Лавровского — Муза

Творчеству балерины посвящены:
- 1979 — телефильм-концерт «Балерина Марина Кондратьева»
- 2002 — документальный фильм «Это бесконечное фуэте», режиссёр Э. Агаджанян («Классика-фильм»)
- 2009 — документальный фильм «Имя музы — Марина», 39 мин., режиссёр Н. Тихонов